# Crotalus ruber
Crotalus ruber är en ormart som beskrevs av Cope 1892. Crotalus ruber ingår i släktet skallerormar och familjen huggormar. IUCN kategoriserar arten globalt som livskraftig.
Arten förekommer på halvön Baja California (Mexiko) och i angränsande områden av Kalifornien. Den vistas i låglandet och i bergstrakter, vanligen upp till 1200 meter över havet och ibland når den en höjd på 1500 meter. Habitatet utgörs främst av varma lövfällande skogar och av buskskogar. Ibland besöks gräsmarker och odlingsmark.
Individerna rör sig på marken samt i låga delar av växtligheten.

## Underarter
Arten delas in i följande underarter:
- C. r. ruber
- C. r. elegans
- C. r. lorenzoensis
- C. r. lucasensis
- C. r. monserratensis